# Ocrepeira yaelae
Ocrepeira yaelae là một loài nhện trong họ Araneidae.
Loài này thuộc chi Ocrepeira. Ocrepeira yaelae được Herbert Walter Levi miêu tả năm 1993.